# Verethragna
În mitologia persană, Verethragna sau Varhagn este zeul victoriei, personificarea triumfului. Este zeul focului Vrahran, cel mai sacru foc. Acest foc este o combinație de 16 focuri utilizate în metalurgie. Verethragna pedepsește răul făcut de oameni și de demoni. De asemenea, el apare sub diferite forme: ca un urs, ca o pasăre, ca un taur, ca o cămilă, ca un războinic cu spadă de aur, ca un vânt, etc. A douăzecea zi a fiecărei luni îi este dedicată.